# Impuesto General Indirecto Canario
El IGIC (Impuesto General Indirecto Canario) es una carga fiscal que grava las entregas de bienes y prestaciones de servicios, con carácter oneroso, realizadas por empresarios y profesionales de manera habitual u ocasional, así como las importaciones de bienes cualquiera que sea la condición del importador, cuyo ámbito de aplicación territorial se reduce exclusivamente al archipiélago canario, el mar territorial hasta el límite de 12 millas náuticas y al espacio aéreo correspondiente a dicho ámbito. Actualmente se rige el IGIC por la Ley 20/1991, del 7 de junio, de modificación de los aspectos fiscales del Régimen Económico Fiscal de Canarias, la cual ha sido objeto de reformas de mayor o menor calado a lo largo de todos estos años.
Se lo suele considerar como impuesto gemelo del Impuesto sobre el Valor Añadido (IVA) por sus grandes similitudes tanto en hecho imponible, fecha de devengo y liquidaciones, pero con la gran diferencia de establecer unos tipos impositivos menores (tipo del 7% general en contraposición al 21% en península) llegando incluso a ser del 0% en determinados bienes y servicios.

## Origen
El origen de este impuesto hay que enmarcarlo dentro del contexto jurídico general que los conquistadores castellanos de las Canarias otorgaron a las mismas desde el siglo XV, confirmado por Fernando el Católico mediante Real cédula del 23 de febrero de 1510, y que con el paso del tiempo se ha ido perfeccionando. Como hitos históricos hay que señalar el Real decreto del 11 de julio de 1852, propiciado por el ministro de Fomento de la época, Juan Bravo Murillo, y confirmada por la Ley del 6 de marzo de 1900 y desarrollada por el Real decreto del 20 de marzo de 1900, la Ley de creación de los Cabildos de 1912 y las Leyes Franquistas de 1937 sobre arbitrios y del 22 de julio de 1972 del primigenio REF.

## Aplicación
Una empresa o profesional paga por los suministros y compras en la factura correspondiente a cada una de estas operaciones un porcentaje de IGIC que dependen del tipo que se aplique a la operación (IGIC soportado). Cuando esta empresa o profesional, preste sus servicios o venda sus productos, cargará asimismo en la factura que extienda a sus clientes el IGIC (IGIC repercutido). Ahora bien, este profesional o empresa no debe ingresar en la Hacienda Pública todo el IGIC que haya repercutido a sus clientes, (como ocurría en el ITE) sino que previamente ha de deducir de ese IGIC todo lo que la empresa o profesional ha pagado (soportado) por ese concepto a sus proveedores de bienes y servicios.
De esta manera la carga del impuesto recae enteramente sobre el consumidor final, es decir, aquel que no tiene posibilidad de repercutir el impuesto por no realizar actividad económica alguna.

### Regímenes de aplicación
El IGIC se exige, en general, de acuerdo con un régimen ordinario y en otros casos de acuerdo con unos regímenes especiales aplicables a determinadas categorías de contribuyentes o actividades económicas. Incorporó también un régimen transitorio destinado a regular la transición desde los impuestos que desaparecieron al IGIC que vino a sustituirlos.
Régimen General
Se aplica a los empresarios y profesionales que no realicen exclusivamente operaciones exentas en el interior de Canarias.
Regímenes Especiales
Se aplican según sea la condición del contribuyente o la actividad económica que realiza:
- A personas físicas y entidades en régimen de atribución de rentas que realicen determinadas actividades: régimen especial simplificado.
- A ciertos agricultores y ganaderos: régimen especial de la agricultura y ganadería.
- A organizadores de circuitos turísticos: régimen especial de agencias de viajes.
- A los comerciantes minoristas importadores: régimen especial de comerciantes minoristas.
- A determinados comerciantes mayoristas: regímenes especiales de bienes usados y de objetos de arte, antigüedades y objetos de colección.
- A los fabricantes y comerciantes mayoristas de oro purísimo que sirve de base a operaciones financieras (oro de inversión).

### Tipos de gravamen
En el IGIC se establecen diferentes tipos de gravamen: (actualizado 2020)
- Tipo cero: 0%
- Reducido: 3%.
- General: 7,00% (desde el 01/01/2020)
- Incrementados: 9,5% y 15,0% (desde el 01/01/2020)
- Especiales: 20%

La aplicación del tipo cero permite la deducción del impuesto soportado por el sujeto pasivo en sus adquisiciones de bienes y servicios. Los tipos especiales se aplican a labores de tabaco: el 20% para labores de tabaco negro y rubio y sucedáneos del tabaco.
Desde la Ley 22/2009, de 18 de diciembre, por la que se regula el sistema de financiación de las comunidades autónomas de régimen común y ciudades con Estatuto de Autonomía, la comunidad autónoma de Canarias tendrá capacidad normativa para regular:
- Las exenciones en operaciones interiores.
- Los tipos de gravamen y el tipo de recargo sobre las importaciones efectuadas por los comerciantes minoristas.
- Los regímenes especiales.
- Las obligaciones formales del Impuesto.

Esta regulación por parte de la Comunidad se ha realizado mediante la publicación de la Ley 4/2012, de 25 de junio, de medidas administrativas y fiscales, que supone un alza muy importante en los tipos impositivos arriba recogidos.
Los tipos del recargo aplicables a las importaciones de bienes sujetas y no exentas al impuesto general
indirecto canario efectuadas por comerciantes minoristas para su actividad comercial serán los siguientes:
a) El tipo cero, para las importaciones sujetas al tipo cero.
b) El tipo del 0,3 por ciento, para las importaciones sujetas al tipo reducido del 3 por ciento.
c) El tipo del 0,7 por ciento, para las importaciones sujetas al tipo general del 7 por ciento.
d) El tipo del 0,95 por ciento, para las importaciones sujetas al tipo incrementado del 9,5 por ciento.
e) El tipo del 1,5 por ciento, para las importaciones sujetas al tipo incrementado del 15 por ciento.
f) El tipo del 2 por ciento, para las importaciones sujetas al tipo especial del 20 por ciento».
Dos. Se modifica el guion octavo de la letra b) del artículo 52, quedando redactado del modo siguiente:
«- Las frutas, verduras, hortalizas, legumbres, tubérculos naturales, carnes y pescados que no hayan sido objeto
de ningún proceso de transformación, elaboración o manufactura de carácter industrial, conforme a lo
establecido en el artículo 78. Uno.1.º de la presente ley.